# 日本海中部海域不明船事件
日本海中部海域不明船事件（日语：日本海中部海域不審船事件），是發生於2002年9月4日至9月5日凌晨的衝突事件，北朝鮮派遣的工作船在日本海海面上被發現，接著日本派遣巡視船與偵查機尾隨，最後以工作船離開防空識別區而告終。

## 概要
2002年9月4日下午5時15分，防衛廳向海上保安廳通報「能登半島北北西約400公里的海面上，發現有不明船。」之後海上保安廳派出巡視船15艘，並加上直升機前往該處。首相官邸內的危機管理中心也隨即設置官邸對策室以應對緊急狀況，海上自衛隊則派遣P-3獵戶座協助監視該船行動。
不過，至現場時的海域並非距離日本本土200海浬內的專屬經濟區，而是位在公海，因此無法命令船上人員停船，只能監視尾隨該船隻。劍型巡視船於能登半島西北方約450公里處確認工作船編號名稱為「ZU-DAN1211」，在這此之後仍持續監視。隔日9月5日0時37分，不明船通過防空識別區，日方也結束跟隨任務，事件結束。
後天，根據美軍的間諜衛星所得到的情報，顯示事件發生時，日本海上有四艘工作船正在活動中。

## 備註
1. ↑  包括劍型巡視船。
2. ↑  和1987年的ZUDAN號事件沒有關係。

## 外部連結
- 日本海中部海域不審船への対応に関する文書の一部開示決定に関する件（平成16年諮問第378号） - 内閣府 （日語）